# World Games 2022/Tanzen
Bei den World Games 2022 in Birmingham, Alabama, fanden vom 8. bis 10. Juli fünf Wettbewerbe im Tanzsport statt. Austragungsort war die Legacy Arena im Birmingham-Jefferson Convention Complex.

## Bilanz

### Medaillenspiegel
| Platz  | Land               | Gold | Silber | Bronze | Gesamt |
| ------ | ------------------ | ---- | ------ | ------ | ------ |
| 1      | Vereinigte Staaten | 1    | 2      | –      | 3      |
| 2      | Deutschland        | 1    | 1      | –      | 2      |
| 3      | Japan              | 1    | –      | 2      | 3      |
| 4      | Litauen            | 1    | –      | 1      | 2      |
| 5      | Moldau             | 1    | –      | –      | 1      |
| 6      | Italien            | –    | 1      | –      | 1      |
| 6      | Schweiz            | –    | 1      | –      | 1      |
| 8      | Österreich         | –    | –      | 1      | 1      |
| 8      | Frankreich         | –    | –      | 1      | 1      |
| Gesamt | Gesamt             | 5    | 5      | 5      | 15     |

### Medaillengewinner
| Disziplin         | Gold                                    | Silber                                                  | Bronze                                               |
| ----------------- | --------------------------------------- | ------------------------------------------------------- | ---------------------------------------------------- |
| Breakdance Männer | Victor Montalvo (USA)                   | Jeffrey Louis (USA)                                     | Shigeyuki Nakari (JPN)                               |
| Breakdance Frauen | Ami Yuasa (JPN)                         | Sunny Choi (USA)                                        | Ayumi Fukushima (JPN)                                |
| Latein            | Moldau Anna Matus Gabriele Goffredo     | Deutschland Khrystyna Moshenska Marius-Andrei Balan     | Frankreich Elena Salikhova Charles-Guillaume Schmitt |
| Rock ’n’ Roll     | Deutschland Michelle Uhl Tobias Bludau  | Schweiz Noemi Kuran-Pellegatta Nicolas Kuran-Pellegatta | Österreich Anna Sturm Matthias Feichtinger           |
| Standard          | Litauen Ieva Sodeikienė Evaldas Sodeika | Italien Debora Pacini Francesco Galuppo                 | Litauen Veronika Golodneva Vaidotas Lacitis          |